# ISO 3166-2:TM
ISO 3166-2:TM est le code du  Turkménistan dans la norme 3166-2, constituant de l'ISO 3166 définie par l' Organisation internationale de normalisation.
Actuellement, pour le Turkménistan, les codes ISO 3166-2 sont définis pour cinq régions et une ville . La ville d'Achgabat est la capitale du pays et a un statut spécial égal aux régions. Chaque code est composé de deux parties, séparées par un trait d'union. La première partie est TM, le code ISO 3166-1 alpha-2 du Turkménistan. La deuxième partie est une lettre.

## Codes actuels
Les noms des subdivisions sont répertoriés comme dans la norme ISO 3166-2 publiée par l'Agence de maintenance ISO 3166 (ISO 3166/MA).
| Code | Nom de subdivision (tk) | Catégorie de subdivision |
| ---- | ----------------------- | ------------------------ |
| TM-A | Ahal                    | région                   |
| TM-B | Balkan                  | région                   |
| TM-D | Daşoguz                 | région                   |
| TM-L | Lebap                   | région                   |
| TM-M | Mary                    | région                   |
| TM-S | Achgabat                | ville                    |

## Mises à jour
Les modifications suivantes de l'entrée ont été annoncées dans les bulletins d'information par l'ISO 3166/MA depuis la première publication de l'ISO 3166-2 en 1998 :
- ISO 3166-2:2002-12-10 n°4 : correction orthographique et correction des informations d'en-tête
- ISO 3166-2:2010-06-30 n°2 : Mise à jour de la structure administrative (ajout du code TM-S pour Achgabat) et mise à jour de la liste source